# Rudolf Vidossich

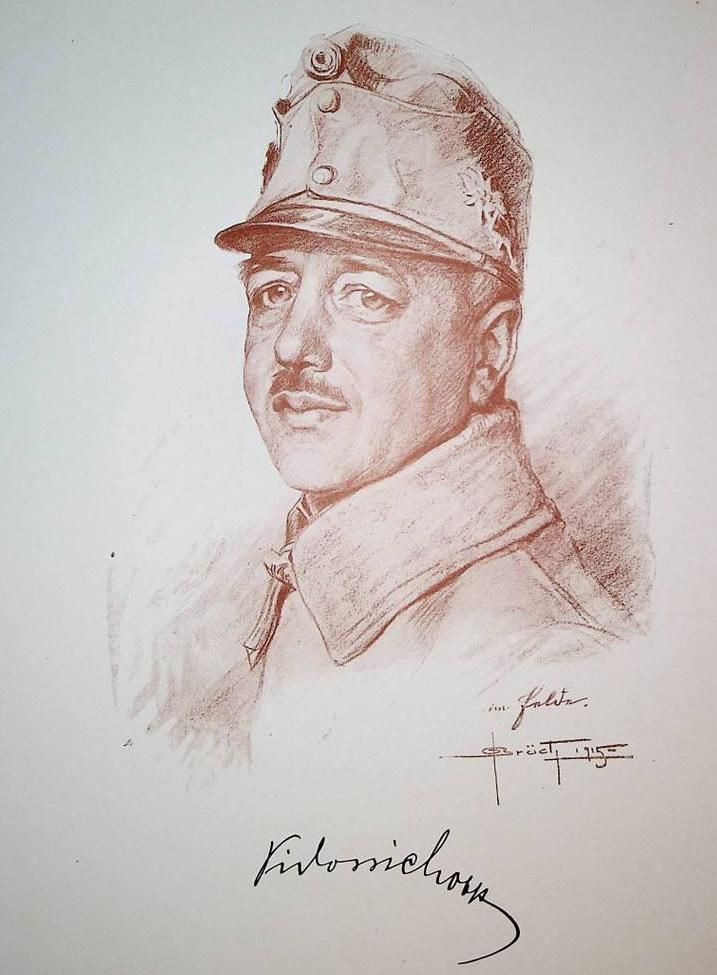
Rudolf Vidossich (Zeichnung von Oskar Brüch, 1915)

Rudolf Vidossich (* 9. November 1872 in Wien; † 8. April 1929 ebenda) war ein österreichischer Offizier, zuletzt General, und erster Heeresinspektor des Bundesheers der Ersten Republik. Er befehligte 1921 das Bundesheer beim Einmarsch nach Deutsch-Westungarn, der sogenannten Landnahme des Burgenlandes.

## Leben
Am 1. September 1893 war Rudolf Vidossich im 1. Festungs-Artillerie-Regiment zum Lieutenante und hier am 1. November 1896 zum Oberlieutenante befördert worden.
Als Hauptmann, 1. Klasse (Beförderung am 1. November 1900) war er 1903 als Festungskommandant Przemyśl im Generalstab.
Ab Mai war er bis November 1915 als Oberst (Beförderung am 1. Mai 1915) Generalstabschef der 91. Infanterie-Division. Im darauffolgenden Jahr war er im Gebirgsartillerieregiment Nr. 3. Bis 1916 war er u. a. mit dem Ritterkreuz III. Klasse mit Kriegsdekoration des Orden der Eisernen Krone und das Militärverdienstkreuz III. Klasse mit der Kriegsdekoration ausgezeichnet worden.
Im Oktober 1916 wurde die Gruppe Vidossich aufgestellt, die im Laufe des Jahres 1917 die Bezeichnung Feldbrigade Vidossich annahm und Ende Dezember 1917 aufgelöst wurde. Der nach ihm benannte Verband wurde im Frühjahr 1917 dem III. Korps unter Joseph Krautwald von Annau unterstellt. Mit dem Verband nahm er im Juni 1917 an der Ortigaraschlacht auf der Hochebene der Sieben Gemeinden teil und wehrte italienische Angriffe bei Rotzo ab. Im Zuge der Ersten Piaveschlacht eroberte sein Verband Anfang Dezember 1917 den Monte Sisemol südöstlich von Gallio. Anschließend nahm er mit der Brigade noch an den schweren Kämpfen um den südöstlich des Monte Sisemol liegenden Col del Rosso teil. Mit der Eroberung des Col del Rosso am 23. Dezember 1917, in der ersten der von den Italienern als „Drei-Berge-Schlacht“ bezeichneten Kämpfen um den Col del Rosso, Monte Valbella und Col d’Ecchele, gelang einer der letzten österreichisch-ungarischen Erfolge während der Ersten Piaveschlacht. Während der Zweiten Piaveschlacht befehligte er die 103. Infanterie-Brigade, die dem III. Korps auf der Hochebene der Sieben Gemeinden unterstellt war. Bis 1918, er war noch im zum Jahresende aufgelösten Gebirgsartillerieregiment Nr. 3, hatte er zusätzlich u. a. noch zweimal das Militärverdienstkreuz II. Klasse mit der Kriegsdekoration und den Schwertern, und das Ritterkreuz des Leopold-Ordens mit der Kriegsdekoration und den Schwertern erhalten.
Als Oberst, später Oberstbrigadier, wurde er mit der Einrichtung Anfang Dezember 1920 bis November 1922 Kommandant der 1. Brigade Burgenland. In dieser Position war er Mitte 1921 mit der Landnahme des Burgenlandes befasst und bezog im September des gleichen Jahres den Grenzschutz zu Ungarn. Im Oktober 1921 hatte er die Oberleitung über die Abschnitte Steiermark (Oberst Wilhelm Medicus, Führer des Alpenjäger-Regiments 9) und Niederösterreich (Oberst Viktor Sagai, Führer der 3. Brigade) des österreichischen Grenzschutzes. Anfang November 1921 unterstanden ihm, sein Stab lag in Leobersdorf, u. a. 24 Bataillone und weitere Einheiten. In dieser Funktion hatte er die Inbesitznahme von Ödenburg geplant, was aber letztendlich nicht durchgeführt wurde. Anschließend war er von November 1922 bis 30. Juli 1923 erster Heeresinspektor des Bundesheers der Ersten Republik. und erhielt kurz nach der Übernahme des Kommandos den Titel eines Generals verliehen. Als General ging er am 1. August 1923 im Zuge des Personalabbaus in den Ruhestand.